# Heliocontia tarasca
Heliocontia tarasca là một loài bướm đêm trong họ Noctuidae.